# Pedro Rodríguez (Radsportler)
Pedro Rodríguez (* 12. Februar 1950) ist ein ehemaliger kubanischer Radrennfahrer und nationaler Meister im Radsport.

## Sportliche Laufbahn
Rodríguez war Straßenradsportler und Teilnehmer der Olympischen Sommerspiele 1972 in München. Dort wurde der kubanische Straßenvierer mit Aldo Arencibia, Roberto Menéndez, Pedro Rodríguez und Raúl Marcelo Vázquez 16. im Mannschaftszeitfahren. Im olympischen Straßenrennen schied er beim Sieg von Hennie Kuiper aus.
1970 holte er im Straßenrennen der Zentralamerika- und Karibikspiele die Silbermedaille hinter José Jaime Galeano Rúa. 1971 gewannen Rodríguez, Aldo Arencibia, Roberto Menéndez und Galio Arbelo die Goldmedaille im Mannschaftszeitfahren der Panamerikanischen Spiele.
Achtmal bestritt er die Kuba-Rundfahrt, seine beste Platzierung im Gesamtklassement war der 5. Platz 1972 hinter dem Sieger Aldo Arencibia. 1971 und 1973 gewann er Etappen der Rundfahrt.
Die Internationale Friedensfahrt fuhr er zweimal. 1972 wurde er 47. und 1974 70. der Gesamtwertung.